# Ibrahim Salah (football, 2001)
Pour les articles homonymes, voir Ibrahim Salah et Salah.
Ibrahim Salah (en arabe : ابراهيم صلاح), né le 30 août 2001 à Saint-Josse-ten-Noode (Belgique), est un footballeur belgo-marocain qui évolue au poste d'ailier gauche au Stade rennais FC.
Formé au Beerschot VAC, il est transféré à la KAA La Gantoise dans lequel il fait ses débuts professionnels et remporte ses premières distinctions individuelles. En 2023, il s'engage pour quatre saisons au Stade rennais FC.
Natif de Belgique mais de parents marocains, il priorise son pays d'origine et accepte une première convocation avec le Maroc olympique en 2022. Un an plus tard, il prend part et remporte la Coupe d'Afrique des nations des moins de 23 ans en 2023 sous la houlette d'Issame Charaï.

## Biographie
Ibrahim Salah naît le 30 août 2001 à Saint-Josse-ten-Noode, en région bruxelloise, au sein d'une famille marocaine originaire de Tanger au nord du Maroc. Il grandit dans le quartier de la rue Verbist dans sa commune natale.

### En club

#### Formation en Belgique et essais à l'étranger
Salah fait toute sa formation en Belgique à partir de l'âge de huit ans, notamment dans les clubs du Stade Everois, du KV Woluwe-Zaventem, le Royale Union saint-gilloise et le Beerschot.
Lorsqu'il a seize ans, il connait des problèmes de croissance qui freinent sa formation en U18. Le directeur sportif de Beerschot révèle alors à Ibrahim Salah être indésirable, ne voyant pas en lui un avenir professionnel. Alors que le club lui propose un prêt en troisième division belge, Salah refuse et continue à s'entraîner séparément, prenant part à des tournois Fitfive dans les quartiers bruxellois.
C'est dans un tournoi de Fitfive que Salah rencontre un agent qui lui propose un envol vers l'Angleterre pour prendre part à un tournoi à Bristol en étant logé à Birmingham. Salah prend son envol, inscrit quatre buts et délivre une passe décisive en six matchs. Remarqué par des scouts, il passe des périodes d'essais à Brighton & Hove Albion FC, Leicester City FC et Chelsea FC. Il laisse derrière lui une période d'un an et demi avec 13 essais avant un retour en Belgique. De retour en Belgique, le Leicester City FC et Brentford FC font le nécessaire pour signer le joueur mais des problèmes administratifs empêchent le transfert. Cependant, il prend rapidement de nouveau l'avion pour atterrir à Dubaï et passer un test au Shabab Al-Ahli. Auteur de deux buts en cinq matchs, le club émirati propose un contrat professionnel de cinq ans, un bon salaire et une prise en charge de Salah ainsi que sa famille. Le transfert est empêché par son père.
Après une nouvelle période d'essai au KAA La Gantoise en mai 2021, il dispute le début de saison 2021-2022 avec la réserve de La Gantoise sous la houlette d'Emilio Ferrera et signe son premier contrat professionnel le 27 décembre 2021. Auteur d'un triplé en une mi-temps avec la réserve face au NAC Breda, il intègre le groupe professionnel lors de la pré-saison 2022-2023 et c'est le 7 août 2022 qu'il joue son premier match en entrant en jeu contre le KVC Westerlo,. Après un début de saison prometteur le 7 décembre 2022 il prolonge avec La Gantoise jusqu'en 2026.

#### Transfert au Stade rennais FC

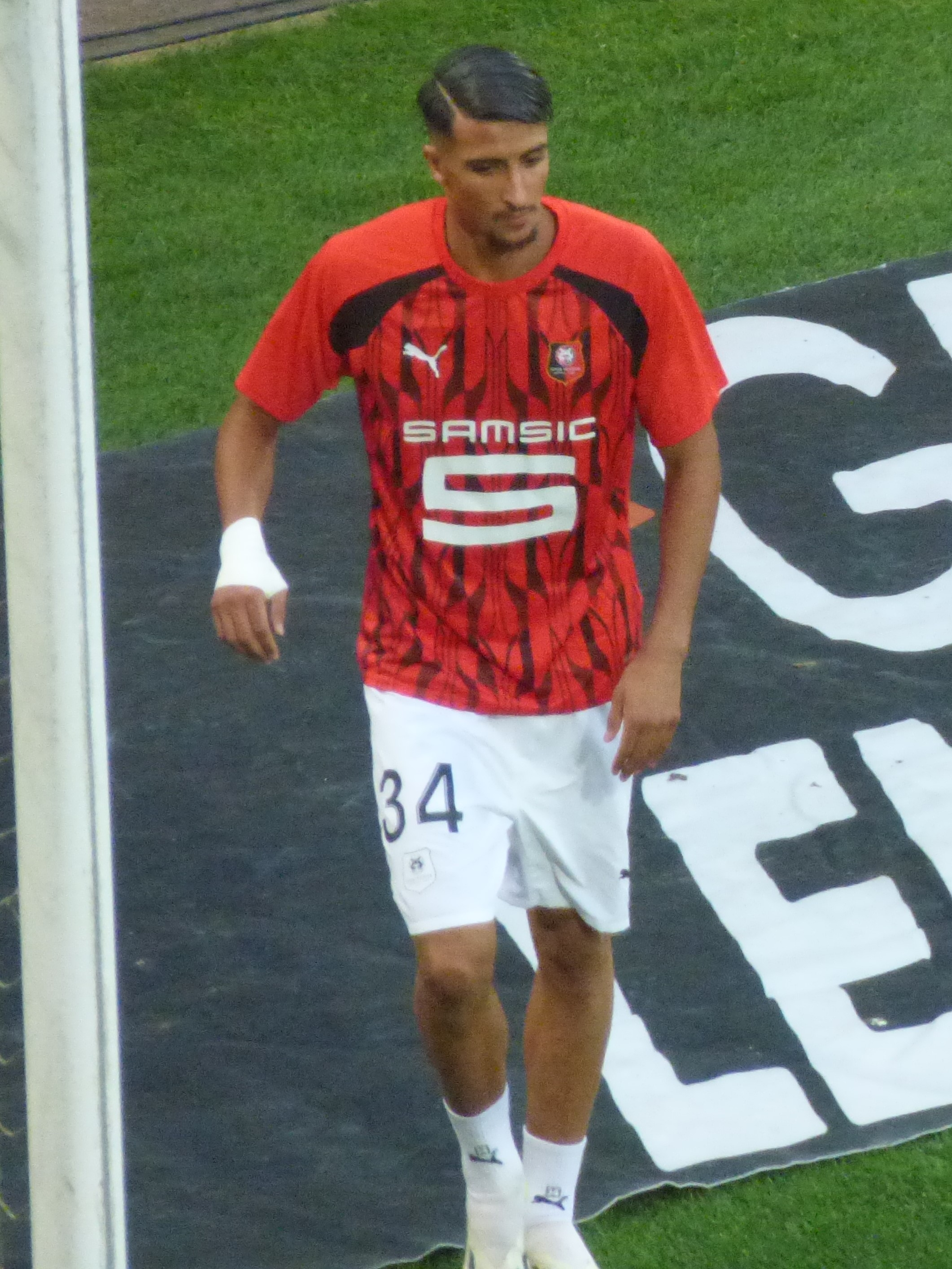
Ibrahim Salah avec le Stade rennais FC contre le RC Lens en août 2023.

En fin de mercato hivernal avec le départ de Kamaldeen Sulemana pour Southampton FC, Ibrahim Salah signe au Stade rennais FC jusqu'en 2027 contre une somme estimée à trois millions d'euros. Il retrouve ses compatriotes Jérémy Doku et Arthur Theate et porte le no 34 en hommage au footballeur Abdelhak Nouri.
Il joue son premier match avec Rennes en entrant en jeu en remplaçant Benjamin Bourigeaud à la 87e minute lors de la défaite contre le LOSC Lille (1-3),. Il marque son premier but avec le Stade rennais FC lors des prolongation du match retour de barrage de Ligue Europa contre le Chakhtar Donetsk mais ne peut empêcher l'élimination de son club (victoire 2-1, 3-3 score cumulée défaite 5-4 au t.a.b) le 23 février 2023. Trois jours plus tard, le 26 février face au FC Nantes, il reçoit sa première titularisation, selon les choix de son entraîneur Bruno Génésio (victoire, 0-1). Le Stade rennais FC termine la saison à la quatrième place du classement de la Ligue 1, assurant une place en Ligue Europa pour la saison prochaine.
Lors de la saison 2023-2024, il dispute son premier match le 13 août 2023 contre le FC Metz en entrant en jeu à la 84e minute à la place de Jérémy Doku. Quelques minutes après son entrée, il inscrit un doublé (victoire, 5-1). Le 16 septembre, il inscrit son troisième but de la saison grâce à une passe décisive de Lorenz Assignon, sauvant son équipe d'une défaite en égalisant le 2-2 face au LOSC Lille.

##### Prêt au Stade brestois 29
Le 30 août 2024, Ibrahim Salah est prêté au Stade brestois 29 pour une durée d'un an avec option d'achat,,.

### En sélection
Né en Belgique de parents d'origine marocaine, il hérite de la nationalité marocaine via affiliation paternelle. Alors qu'Ibrahim Salah espère jouer pour le pays de ses ancêtres, son changement de nationalité sportive auprès de la FIFA a lieu au début de 2022,.

#### Parcours junior
En août 2022, il reçoit une convocation de Houcine Ammouta avec l'équipe du Maroc olympique pour une double confrontation amicale face au Sénégal olympique au Complexe sportif Moulay-Abdallah de Rabat. Cette double confrontation entre dans le cadre des préparations pour le CHAN 2023 prévu en Algérie. Les deux matchs se soldent sur deux défaites,, dans lesquelles Ibrahim Salah a pris part en compagnie de Benjamin Bouchouari, Bilal El Khannouss et Ismael Saibari, possédant également la double nationalité belge et marocaine.
Le 9 juin 2023, il figure sur la liste définitive d'Issame Charaï pour prendre part à la Coupe d'Afrique des nations des moins de 23 ans qui a lieu au Maroc. Les matchs de phase de groupe ont lieu en fin de mois de juin contre la Guinée olympique, le Ghana olympique et la RD Congo olympique au Complexe sportif Moulay-Abdallah de Rabat. Le 15 juin 2023, il est titularisé à l'occasion d'un match de préparation contre la Mauritanie, face à laquelle il parvient à inscrire un doublé (victoire, 4-1). Titularisé lors du premier match contre la Guinée olympique (victoire, 2-1), il entre en jeu lors de la deuxième journée de la CAN U23 contre le Ghana olympique et valide ainsi son ticket pour les demi-finales de la compétition après une victoire de 5-1,. Le 30 juin, il est de nouveau titularisé à l'occasion du troisième match de la compétition contre le Congo olympique (victoire, 1-0),. La finale est remportée par le Maroc contre l'Égypte olympique grâce à un but en prolongation d'Oussama Targhalline (victoire, 2-1),.

#### Équipe du Maroc
Le 13 mars 2023, Ibrahim Salah est convoqué par Walid Regragui pour deux matchs amicaux, contre le Brésil et le Pérou. Après sa sélection, il déclare ouvertement : « C’est une fierté et un honneur tout d’abord. À vrai dire, je suis tellement surpris que les émotions me dépassent. J’en ai les larmes aux yeux. J’avais dit au club que même si la Belgique me pré-sélectionne et que le Maroc ne m’appelle pas, je n’irai pas en Belgique. C’est un choix de cœur. Je vais tout donner pour le Maroc, c’est mon pays. ».
Le 25 mars 2023, les Marocains font leur retour à domicile et sont accueillis par 65 000 supporters au Stade Ibn-Batouta de Tanger à l'occasion d'un match amical face au Brésil (victoire, 2-1),,. Salah dispute 90 minutes sur le banc. Cette victoire du Maroc entre dans l'histoire et l'équipe du Maroc devient la première équipe arabe de l'histoire à battre le Brésil. Ce match bat également une audience record au sein de la population marocaine locale avec au moins 10 millions de téléspectateurs,.
Le 31 août 2023, il reçoit sa deuxième convocation officielle de Walid Regragui avec l'équipe du Maroc pour des matchs le 9 septembre contre le Liberia à Agadir et le 12 septembre contre le Burkina Faso à Lens,. Cependant, il ne fait toujours aucune entrée en jeu.
En décembre 2023, il est présélectionné par Walid Regragui dans une liste de 55 joueurs pour disputer la CAN 2024 en Côte d'Ivoire.

## Style de jeu
Le style de jeu d'Ibrahim Salah est caractérisé par une grande technique et une grande créativité. Il est un joueur très habile avec le ballon et capable de dribbler avec aisance pour éliminer les défenseurs adverses. Il possède une grande vitesse d'exécution et est capable de jouer rapidement pour désorganiser la défense adverse. Salah est également connu pour son travail acharné sur le terrain. Il est un joueur très combatif qui n'hésite pas à se battre pour le ballon et à défendre pour aider son équipe. Sa formation a été retardée à la suite d'un problème de croissance, qui arrive tardivement à l'âge de seize ans.
En tant qu'attaquant, Salah est très efficace devant le but et a une excellente vision de jeu pour trouver les espaces dans la défense adverse. Il est également capable de marquer des buts de différentes manières, que ce soit avec des frappes précises de loin ou des finitions acrobatiques dans la surface de réparation. Salah est également un joueur très intelligent qui sait lire les situations de jeu et trouver les meilleurs angles d'attaque pour son équipe. Il est également capable de faire des passes décisives pour créer des occasions de but pour ses coéquipiers.
Au Stade rennais FC, il décide de porter le numéro 34 en hommage à Abdelhak Nouri, qui dans le club précédent, au KAA La Gantoise, était porté par Tarik Tissoudali pour les mêmes raisons.

## Statistiques
| Saison                | Club                     | Championnat           | Championnat | Championnat | Championnat | Coupe(s) nationale(s) | Coupe(s) nationale(s) | Coupe(s) nationale(s) | Compétition(s) continentale(s) | Compétition(s) continentale(s) | Compétition(s) continentale(s) | Compétition(s) continentale(s) | Total | Total | Total |
| Saison                | Club                     | Division              | M.          | B.          | P.d.        | M.                    | B.                    | P.d.                  | Comp.                          | M.                             | B.                             | P.d.                           | M.    | B.    | P.d.  |
| 2022-2023             | La Gantoise              | Jupiler Pro League    | 14          | 3           | 1           | 3                     | 0                     | 0                     | C4                             | 4                              | 0                              | 0                              | 21    | 3     | 1     |
| 2022-2023             | Stade rennais FC         | Ligue 1               | 13          | 0           | 0           | 0                     | 0                     | 0                     | C3                             | 2                              | 1                              | 0                              | 15    | 1     | 0     |
| 2023-2024             | Stade rennais FC         | Ligue 1               | 23          | 4           | 1           | 3                     | 1                     | 0                     | C3                             | 6                              | 1                              | 0                              | 32    | 6     | 1     |
| 2025-2026             | Stade rennais FC         | Ligue 1               | 1           | 0           | 0           | -                     | -                     | -                     | -                              | -                              | -                              | -                              | 1     | 0     | 0     |
| Sous-total            | Sous-total               | Sous-total            | 37          | 4           | 1           | 3                     | 1                     | 0                     | -                              | 8                              | 2                              | 0                              | 48    | 7     | 1     |
| 2024-2025             | Stade brestois 29 (prêt) | Ligue 1               | 12          | 1           | 0           | 3                     | 1                     | 0                     | C1                             | 6                              | 0                              | 0                              | 21    | 2     | 0     |
| Total sur la carrière | Total sur la carrière    | Total sur la carrière | 63          | 8           | 2           | 9                     | 2                     | 0                     | -                              | 18                             | 2                              | 0                              | 90    | 12    | 2     |

### En sélection marocaine U23
Le tableau suivant liste les rencontres de l'équipe du Maroc U23 des catégories des jeunes dans lesquelles Ibrahim Salah a été sélectionné depuis le 21 septembre 2022.
| Catégorie | Date              | Lieu    | Adversaire | Résultat | Minutes | Compétition  | Buts | Passes | Capitaine | Club             |
| --------- | ----------------- | ------- | ---------- | -------- | ------- | ------------ | ---- | ------ | --------- | ---------------- |
| Maroc U23 | 21 septembre 2022 | Rabat   | Sénégal    | 0 – 4    | -       | Match amical | 0    | 0      | Non       | KAA La Gantoise  |
| Maroc U23 | 25 septembre 2022 | Rabat   | Sénégal    | 1 – 3    | -       | Match amical | 0    | 0      | Non       | KAA La Gantoise  |
| Maroc U23 | 15 juin 2023      | Rabat   | Mauritanie | 4 – 1    | -       | Match amical | 2    | 0      | Non       | Stade rennais FC |
| Maroc U23 | 19 juin 2023      | Rabat   | Zambie     | 3 – 1    | -       | Match amical | 0    | 0      | Non       | Stade rennais FC |
| Maroc U23 | 24 juin 2023      | Rabat   | Guinée     | 2 – 1    | 65 min  | CAN U23      | 0    | 0      | Non       | Stade rennais FC |
| Maroc U23 | 27 juin 2023      | Rabat   | Ghana      | 5 – 1    | 17 min  | CAN U23      | 0    | 0      | Non       | Stade rennais FC |
| Maroc U23 | 30 juin 2023      | Rabat   | Congo      | 1 – 0    | 88 min  | CAN U23      | 0    | 0      | Non       | Stade rennais FC |
| Maroc U23 | 4 juillet 2023    | Rabat   | Mali       | 2 – 2    | 15 min  | CAN U23      | 0    | 0      | Non       | Stade rennais FC |
| Maroc U23 | 8 juillet 2023    | Rabat   | Égypte     | 2 – 1    | 30 min  | CAN U23      | 0    | 0      | Non       | Stade rennais FC |
| Maroc U23 | 16 novembre 2023  | Murcie  | Danemark   | 0 – 3    | 90 min  | Match amical | 0    | 0      | Non       | Stade rennais FC |
| Maroc U23 | 21 novembre 2023  | Murcie  | États-Unis | 1 – 0    | 33 min  | Match amical | 0    | 0      | Non       | Stade rennais FC |
| Maroc U23 | 22 mars 2024      | Antalya | Ukraine    | 1 – 0    | 75 min  | Match amical | 0    | 0      | Non       | Stade rennais FC |
| Maroc U23 | 4 juin 2024       | Rabat   | Belgique   | 2 – 2    | 72 min  | Match amical | 0    | 0      | Non       | Stade rennais FC |

## Palmarès
Remportant ses premières distinctions personnelles en novembre 2022 avec le KAA La Gantoise, son club formateur, il est transféré au Stade rennais FC et fait ses débuts avec le Maroc olympique, avec lequel il remporte la Coupe d'Afrique des nations des moins de 23 ans en 2023.
| Maroc -23 ans (1)                                     |
| ----------------------------------------------------- |
| - Coupe d'Afrique des nations (1) - Vainqueur en 2023 |

### Distinctions personnelles
- 2022 : Plus beau but du mois de novembre 2022 avec le KAA La Gantoise.
- 2022 : Meilleur joueur du mois de novembre 2022 avec le KAA La Gantoise.

## Vie privée

### Humanitaire
Le 9 septembre 2023, alors qu'il se trouve à Agadir, il se présente exclusivement à l'hôpital avec ses coéquipiers de la sélection marocaine pour un don de sang pour les blessés du séisme au Maroc,,. Il explique lors d'une interview avoir vécu le tremblement de terre en direct de son hôtel à Agadir.

### Sources
- Nicolas Mangeard, « Trois choses à savoir sur Ibrahim Salah, la recrue surprise », Ouest-France,‎ 1er février 2023 (lire en ligne)
- Benjamin Paquot, « Bouchouari (ASSE), Kechta (Le Havre) et Salah (Rennes) appelés pour la première fois avec le Maroc », L'Équipe,‎ 13 mars 2022 (lire en ligne)
- Christophe Franken, « Un nouveau talent belge opte pour le Maroc », La DH Les Sports+,‎ 16 mars 2022 (lire en ligne)